# Квадрат (алгебра)
Квадрат је други степен неког броја или израза. Добија се множењем броја самим собом или
{\displaystyle a^{2}=a\cdot a}
Квадрат се среће у следећим изразима
- квадрат бинома, квадрат збира или квадрат разлике

{\displaystyle (a\pm b)^{2}=a^{2}\pm 2ab+b^{2}\,}
- збир или разлика квадрата

{\displaystyle a^{2}\pm b^{2}\,}
Међу природним бројевима израз потпуни квадрат означава неки из низа бројева 
{\displaystyle 1,4,9,16,25,\cdots }
који представљају квадрате природних бројева. Питагорејци су били опседнути оваквим бројевима, а посебно ако је потпуни квадрат био истовремено и збир квадрата
{\displaystyle \Gamma ^{2}=\Lambda ^{2}+\Delta ^{2}\,}
Такви бројеви се зову питагорејске тројке. Таквих бројева има бесконачно много, а неки су 
{\displaystyle (3,4,5),(5,12,13),(7,24,25),\cdots }
Квадрат у алгебри је везан за геометријски појам квадрата. Стари Хелени су геометријски радили све математичке операције па и множење. С обзиром да се множење броја самим собом своди на множење две исте дужи, то се квадрирање броја своди на конструкцију квадрата.